# Birznieki
Birznieki – wieś na Łotwie, w krainie Liwonia, w novadsie Ādaži.